# المنصف شيخ روحه
المنصف شيخ روحه (وتُكتب أيضا المنصف شيخ روحو) (صفاقس، 2 نوفمبر 1945- ) هو اقتصادي وأستاذ جامعي وسياسي تونسي.

## المسيرة
درّس في المدرسة العليا للتجارة في باريس وهو الآن عضو في المجلس الوطني التأسيسي نائبا عن التحالف الديمقراطي. وقد ترشح على رأس قائمة تونس 1 للحزب الديمقراطي التقدمي وهو مدير عام سابق بدار الصباح التي أسسها والده الحبيب شيخ روحه.
المنصف شيخ روحه هو الممثل القانوني لبنك البركة في تونس.